# Alimony (film 1917)
Alimony è un film muto del 1917 diretto da Emmett J. Flynn che ha come interpreti Lois Wilson, George Fisher, Josephine Whittel, Wallace Worsley, Arthur Allardt, Ida Lewis, Margaret Livingston.
Nel film appare Rodolfo Valentino nella parte (non accreditato) di un ballerino; in un ruolo di comparsa, anche Alice Terry che avrebbe lavorato nel 1921 ancora a fianco di Valentino, sua partner ne I quattro cavalieri dell'Apocalisse.

## Trama

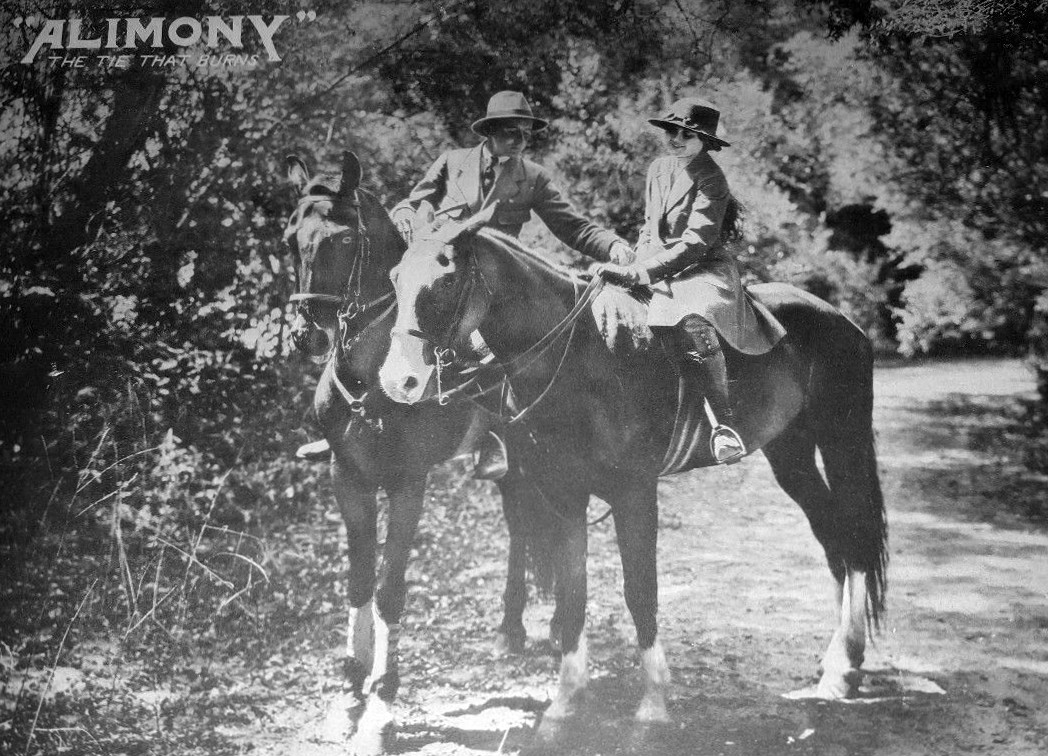

Bernice sta per essere lasciata dal marito che si è innamorato di un'altra. Benché lui non l'abbia mai tradita, lei vuole rovinare la reputazione della rivale. Il marito riesce a tacitarla solo con un accordo molto oneroso sugli alimenti. Divorziata, Bernice mette gli occhi su Howard Turner, un milionario con cui ha avuto un flirt. Ma Turner le confessa di non essere innamorato di lei e la respinge. Furiosa, Bernice giura di vendicarsi, rovinandolo. Quando Turner si innamora di una brava ragazza, sposandola, Bernice fa di tutto per rovinare il loro matrimonio, aiutata anche dal suo poco scrupoloso avvocato. Elijah Stone. Ma Jackson, l'avvocato di Turner, smaschera le trame della donna che, alla fine, disperata, si uccide.

## Produzione
Prodotto da A.C.L. Yearsley Pictures e da Paralta Plays Inc., sotto la supervisione di Robert Brunton.

## Distribuzione
Il film fu distribuito nel First National Exhibitors' Circuit, uscendo in sala il 3 dicembre 1917.
Non si conoscono copie ancora esistenti della pellicola che viene considerata presumibilmente perduta.